# Paolo Garonna
Paolo Garonna (* 30. August 1948 in Rom) ist ein italienischer Wirtschaftswissenschaftler und Wirtschaftsstatistiker. 

## Leben
Paolo Garonna studierte Rechtswissenschaften an der Universität La Sapienza in Rom. Nach seinem Abschluss führte er wirtschaftswissenschaftliche Studien und Forschungsarbeiten in den USA (University of Denver) und Großbritannien (University of Cambridge) durch, wo er auch promoviert wurde. Seit Mitte der 1970er Jahre hat er eine akademische Laufbahn an der Universität Padua durchlaufen, zunächst als Dozent, dann als außerordentlicher und schließlich als ordentlicher Professor. Von 1986 bis 1992 hatte er einen Lehrstuhl für angewandte Wirtschaftswissenschaften an der Fakultät für Statistik der Universität Padua inne. Er hatte Gastprofessuren inne an verschiedenen Universitäten, wie der Universität von Paris.
Von 1989 bis 1992 war Garonna zudem bei der Organisation für wirtschaftliche Zusammenarbeit und Entwicklung OECD als stellvertretender Direktor für Personal, soziale Angelegenheiten und Bildung. Von 1992 bis 1999 war er Generaldirektor des Istituto Nazionale di Statistica ISTAT (Nationales Statistische Institut Italien), das für die öffentlichen Statistiken in Italien zuständig ist. Das ISTAT hat nicht nur Koordinierungs- und Regulierungsbefugnisse in Bezug auf das Nationale Statistische System Italiens, sondern ist auch eine wichtige Einrichtung für Forschung und politische Analyse im Land.
1993 wurde Garonna zum stellvertretenden Vorsitzenden und 1998 zum Vorsitzenden der Conference of European Statisticians CES (Konferenz der europäischen Statistiker) gewählt. In der Konferenz, die unter der Schirmherrschaft der United Nations Economic Commission for Europe UNECE (Wirtschaftskommission für Europa der Vereinten Nationen) arbeitet, sind die Chefstatistiker der ECE-Mitgliedsländer vertreten, darunter alle europäischen und nordamerikanischen Statistikämter, die Organisation für wirtschaftliche Zusammenarbeit und Entwicklung OECD und die Länder Mittel- und Osteuropas.
Paolo Garonna wurde 2001 zum stellvertretenden Exekutivsekretär der Wirtschaftskommission der Vereinten Nationen für Europa (UNECE) in Genf ernannt. Bereits von 1999 bis 2001 war er Direktor der statistischen Abteilung der UNECE. Er war anschließend Chefvolkswirt von Confindustria, dem Arbeitgeberverband der Industrie in Italien, Generalsekretär des italienischen Banken-, Versicherungs- und Finanzverbandes (FeBAF – Federazione Banche Assicurazioni e Finanza) und Generaldirektor des Verbands der italienischen Versicherer (ANIA – Associazione Nazionale per le Imprese Assicuratrici).
Garonna ist derzeit Adjunct-Professor für politische Ökonomie an der Libera Università Internazionale degli Studi Sociali LUISS in Rom. Seit 2012 ist er CEO des gemeinnützigen Istituto Alti Studi Euro Mediterranei (ISAEM).
Seit 2008 ist er Mitglied des wissenschaftlichen Ausschusses der Päpstlichen Stiftung Centesimus Annus Pro Pontifice (CAPP) mit Sitz im Staatssekretariat des Heiligen Stuhls. 2024 wurde er als Präsident dieser Stiftung ernannt und tritt die Nachfolge von Anna Maria Tarantola an.
Er hat mehrere Bücher und zahlreiche Aufsätze veröffentlicht in den Bereichen Finanzen, Statistik und angewandte Wirtschaftswissenschaften sowie auch zur katholischen Soziallehre.
Paolo Garonna ist verheiratet und hat drei Kinder.

## Schriften
- mit Paolo Reboani und Gyorgy Sziraczkit: Achieving transparency in Skills Markets. Measurement issues in training and Education. Franco Angeli, 2008, ISBN 978-88-464-2530-0.
- L’Europa di Coppet 1780–1820. Una lezione dalla storia per il futuro dell’Europa. Franco Angeli, 2008, ISBN 978-88-568-0026-5 (italienisch)
- L’Europe de Coppet. LEP, 2012, ISBN 978-2-606-01369-1 (französisch)
- mit  Paul Ryan (Herausgeber) und Richard C. Edwards: The Problem of Youth: The Regulation of Youth Employment and Training in Advanced Economies. Palgrave Macmillan, 2014, ISBN 978-1-349-10904-3.
- The costs and benefits of financial regulation. Towards a monitoring system. Luiss University Press, 2016, ISBN 978-88-6856-054-6